# عرافة ورقية
العَرّافة هي شكل من أشكال الأوريغامي تستخدم في ألعاب الأطفال. تُميَّز أجزاء من العرافة بألوان أو أرقام تعمل كخيارات للاعب للاختيار من بينها، وفي الداخل توجد ثماني لوحات، كل منها يخفي رسالة. يقوم الشخص المشغل للعرافة بالتلاعب بالجهاز بناءً على الاختيارات التي يقوم بها اللاعب، وفي النهاية يُكشف عن إحدى الرسائل المخفية. قد تدعي هذه الرسائل الإجابة على الأسئلة (ومن هنا جاءت تسميتها) أو قد تكون أنشطة يجب على اللاعب القيام بها.
قد تسمى أيضاً المَمْلَحة.